# A Sense of Purpose
| Оценки критиков       | Оценки критиков                                                  |
| Источник              | Оценка                                                           |
| Русскоязычные издания | Русскоязычные издания                                            |
| --------------------- | ---------------------------------------------------------------- |
| Мир фантастики        | [ 1 ]                                                            |
| Иноязычные издания    |                                                                  |
| About.com             | [heavymetal.about.com/od/cdreviews/fr/inflamesasense.htm ссылка] |
| AllMusic              | ссылка                                                           |
| Alternative Press     | ссылка                                                           |
| Blabbermouth.net      | ссылка                                                           |
| Chronicles of Chaos   | ссылка                                                           |
| Pitchfork Media       | (7.0/10) ссылка                                                  |
| PopMatters            | ссылка                                                           |
| Sputnikmusic          | ссылка                                                           |
| Sputnikmusic          | ссылка                                                           |

A Sense of Purpose (рус. «Целеустремленность») — девятый студийный альбом группы In Flames, вышедший в 2008 году.
A Sense of Purpose — первый альбом группы со времён дебютного, который содержит ненормативную лексику, если не считать песню «Watch Them Feed» c Trigger EP.
Существует ограниченное издание альбома, выпущенное тиражом всего в 1500 экземпляров. Первый сингл с альбома «The Mirror’s Truth» был официально издан 7 марта 2008 года.
Песня «The Chosen Pessimist» самая длинная композиция у группы.
Это последний альбом в записи которого принял участие гитарист и основатель Джеспер Стрёмблад, покинувший группу в феврале 2010 года.

## Список композиций
| №                   | Название               | Длительность |
| ------------------- | ---------------------- | ------------ |
| 1.                  | «The Mirror's Truth»   | 3:02         |
| 2.                  | «Disconnected»         | 3:37         |
| 3.                  | «Sleepless Again»      | 4:12         |
| 4.                  | «Alias»                | 4:53         |
| 5.                  | «I'm the Highway»      | 3:46         |
| 6.                  | «Delight and Angers»   | 3:41         |
| 7.                  | «Move Through Me»      | 3:08         |
| 8.                  | «The Chosen Pessimist» | 8:16         |
| 9.                  | «Sober and Irrelevant» | 3:24         |
| 10.                 | «Condemned»            | 3:36         |
| 11.                 | «Drenched in Fear»     | 3:32         |
| 12.                 | «March to the Shore»   | 3:30         |
| Общая длительность: | Общая длительность:    | 47:59        |

| №   | Название     | Длительность |
| --- | ------------ | ------------ |
| 13. | «Eraser»     | 3:22         |
| 14. | «Tilt»       | 3:49         |
| 15. | «Abnegation» | 3:43         |

| №   | Название             | Длительность |
| --- | -------------------- | ------------ |
| 16. | «Alias [Laid Remix]» | 6:24         |

### DVD[2]
| №   | Название                                           | Длительность |
| --- | -------------------------------------------------- | ------------ |
| 1.  | «Introductions (03. Сент. - 09. Сент. 2007)»       |              |
| 2.  | «The Boat Trip (10. Сент. - 16. Сент. 2007)»       |              |
| 3.  | «Drums, Drums Drums (17. Сент. - 23. Сент. 2007)»  |              |
| 4.  | «Bass, Booze & Balls (24. Сент. - 30. Сент 2007)»  |              |
| 5.  | «Guitar Sweatshop (01. Окт. - 07 Окт 2007)»        |              |
| 6.  | «Diggin' In The Dirt (08. Окт. - 14. Окт. 2007)»   |              |
| 7.  | «Are We There Yet? (15. Окт. - 21. Окт. 2007)»     |              |
| 8.  | «High Stakes (22. Окт. - 28. Окт. 2007)»           |              |
| 9.  | «Guitar Smorgasbord (29. Окт. - 04. Нояб. 2007)»   |              |
| 10. | «Rollin' (05. Нояб. - 11. Нояб. 2007)»             |              |
| 11. | «Bare To The Bone(s) (12. Нояб. - 18. Нояб. 2007)» |              |
| 12. | «This Is The End (19. Нояб. - 30. Нояб. 2007)»     |              |

## Участники записи
- Андерс Фриден — вокал
- Йеспер Стрёмблад — гитара, бэк-вокал
- Бьорн Гелотте — гитара, бэк-вокал
- Питер Иверс — бас-гитара
- Даниэль Свенссон — ударные

### Приглашённые участники
- Orjan Ornkloo — клавишные, программирование

## Чарты
Альбом
| Чарт(2008)        | Позиция |
| ----------------- | ------- |
| The Billboard 200 | 28      |
| UK Top 75         | 54      |
| Sweden            | 1       |
| Finland           | 3       |
| Canada            | 7       |
| Japan             | 14      |
| Germany           | 6       |

Синглы
| Год                                                                           | Песня                | Позиция | Позиция | Позиция | Позиция | Позиция | Позиция |
| Год                                                                           | Песня                | SWE     | AUT     | FIN     | GER     |         |         |
| ----------------------------------------------------------------------------- | -------------------- | ------- | ------- | ------- | ------- | ------- | ------- |
| 2008                                                                          | «The Mirror's Truth» | 14      | 51      | 5       | 72      |         |         |
| 2008                                                                          | «Alias»              | —       | —       | —       | —       |         |         |
| 2009                                                                          | «Delight and Angers» | —       | —       | —       | —       |         |         |
| «—» denotes releases that did not chart or were not released in that country. |                      |         |         |         |         |         |         |